# Helga West
Helga Sofia West vilket på nordsamiska är Biennaš-Jon Jovnna Piera Helga, West är född 1986 i Utsjoki, Finland  och är en finsk och samisk teolog, journalist och poet.

## Biografi
West föddes i byn Outakoski i Utsjoki, i den finska delen av Sápmi, men hon bor numera tillsammans med sin familj i Otepää i södra Estland. 2017 tog hon examen i teologi vid Helsingfors universitet med en Pro gradu-avhandling i dogmatik med tema "Samisk naturlig teologi i Tore Johnsens tänkande". I 2019 arbetade hon på sin doktorsavhanding med tema "Försoning". Vid sidan av sin akademiska karriär arbetar hon även som frilansjournalist för bland annat YLE
Som poet debuterade West 2018 med en diktsamling på nordsamiska. Diktsamlingens tema är ett äktenskap som skildras från bröllopet till skilsmässan. Boken gavs ut via det samiska förlaget ČálliidLágádus ("ForfatternesForlag") i Norge och var också del av det samiska programmet under Norges uppträdande på den internationella Bokmässan i Frankfurt 2019.

### Som teolog
- Helga West. "Anteeksipyynnön aikakaudella risti ja rumpu tekevät sovinnon, entäpä Suomessa?" I: Teologia.fi 2018/3

### Som diktare
- West, Helga (2018) (på nordsamiska). Gádden muohttaga vielgadin. Jovnna West (illustratör). Kárášjohka: ČálliidLágádus. Libris x668bgrzvcxjzl7v. ISBN 9788282632942

I en antologi (översättning till tyska)
- Johanna Domokos, Michael Rießler, Christine Schlosser, red (2019) (på samiska, tyska). Worte verschwinden / fliegen / zum blauen Licht. Samische Lyrik von Joik bis Rap. Samica. "4". Christine Schlosser (översättare). Freiburg: Albert-Ludwigs-Universität Freiburg. ISBN 978-3-9816835-3-0